# Sung Aj-min
Sung Aj-min (čínsky pchin-jinem Sòng Àimín, znaky tradiční 宋愛民; * 7. února 1978), narozena v Cheng-šueji v Che-peji, je čínská atletka v hodu diskem.
Na letních olympijských hrách v roce 2008 získala bronzovou medaili v hodu diskem.
Její osobní nejlepší hod je 65,33 metrů, dosažený v květnu 2003 v Š’-ťia-čuang.